# Činovatní tkanina
Činovatní tkanina (angl.: huckaback, něm.: Zwillich) je středně hustá textilie s výraznou vazební strukturou. Střídáním osnovních a útkových keprových nebo atlasových vazeb se na povrchu vytvářejí pruhy, čtverce, obdélníky a jiné geometrické obrazce (viz snímky dole). Pro tyto vlastnosti se činovatina často zařazuje do kategorie  vaflových vazeb.
Tkanina se vyrábí většinou s dvojmo nebo trojmo skanou osnovou a s jednoduchým útkem z bavlněné, lněné nebo viskózové příze. 
Použití: ručníky, stolní a ložní prádlo aj.
Výšivky na činovatní tkanině známé jako hackaback emroidery nebo Swedish weaving byly oblíbené v severní Evropě od 17. do 19. století a začátkem 20. století také v severní Americe. Jedná se většinou o vzory geometrických tvarů z bavlněné, vlněné a zčásti i kovové příze.

## Obsah pojmu činovatina
Původ činovatiny není známý. V 15. století byl v Čechách jako činovatina označován vzorovaný barchet. V angličtině se výraz huckaback začal používat v roce 1696. V 21. století se huckaback překládá do češtiny jako činovatina, cvilich nebo drilich.

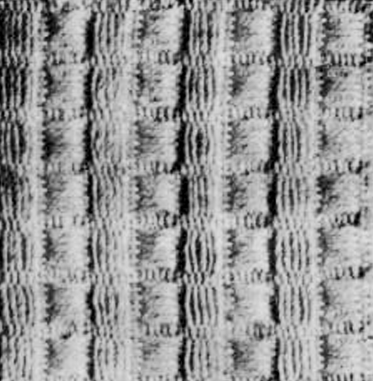
Činovatina z bavlněné příze 50 tex x 3, střída vazby 24/12 (začátek 20. století)
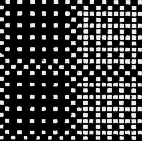
Vzornice tkaniny z vedlejšího snímku:  Střída 24 osnovních a 12 útkových nití se střídavým osnovním a útkovým efektem
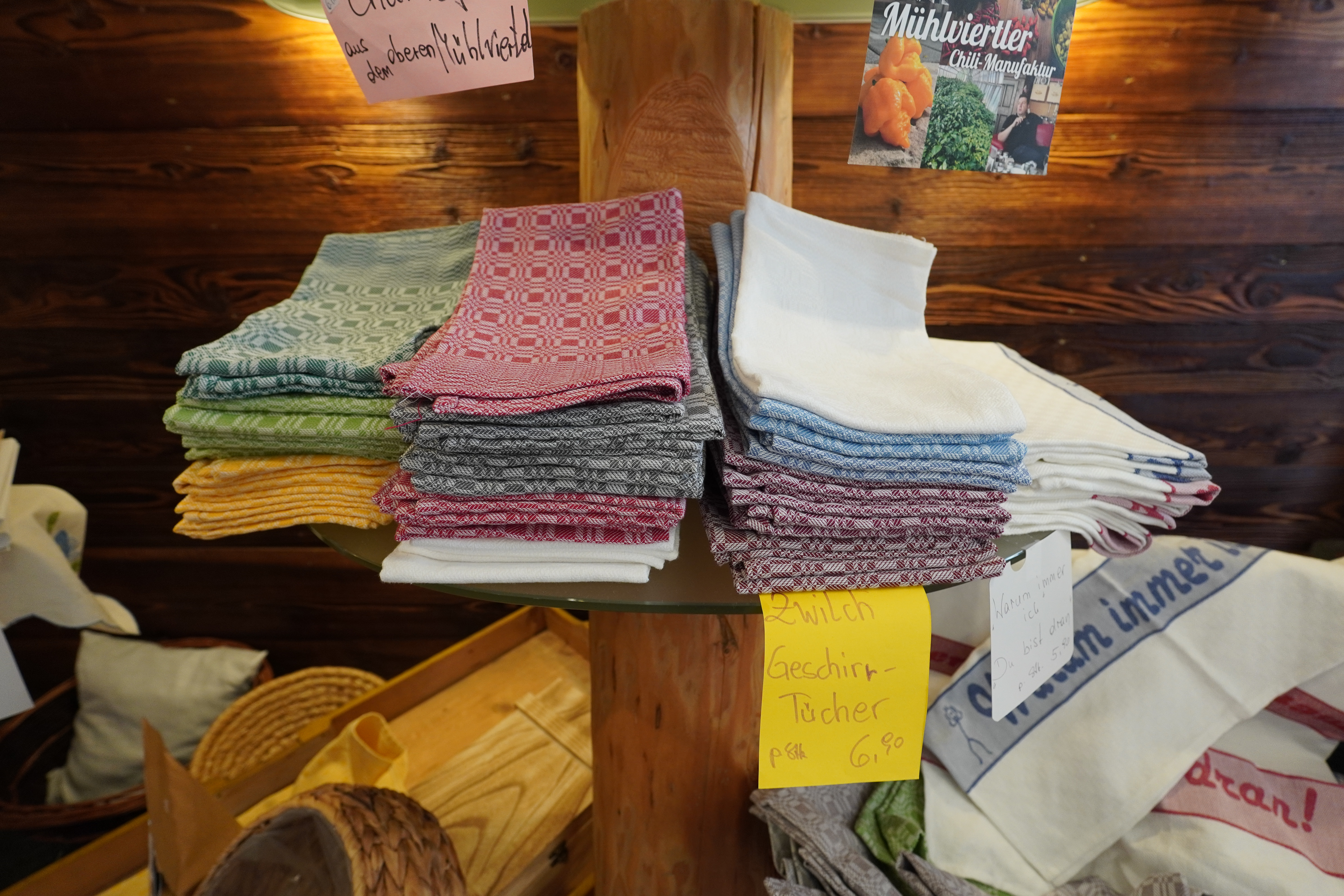
Utěrky z činovatiny (Rakousko 2023)
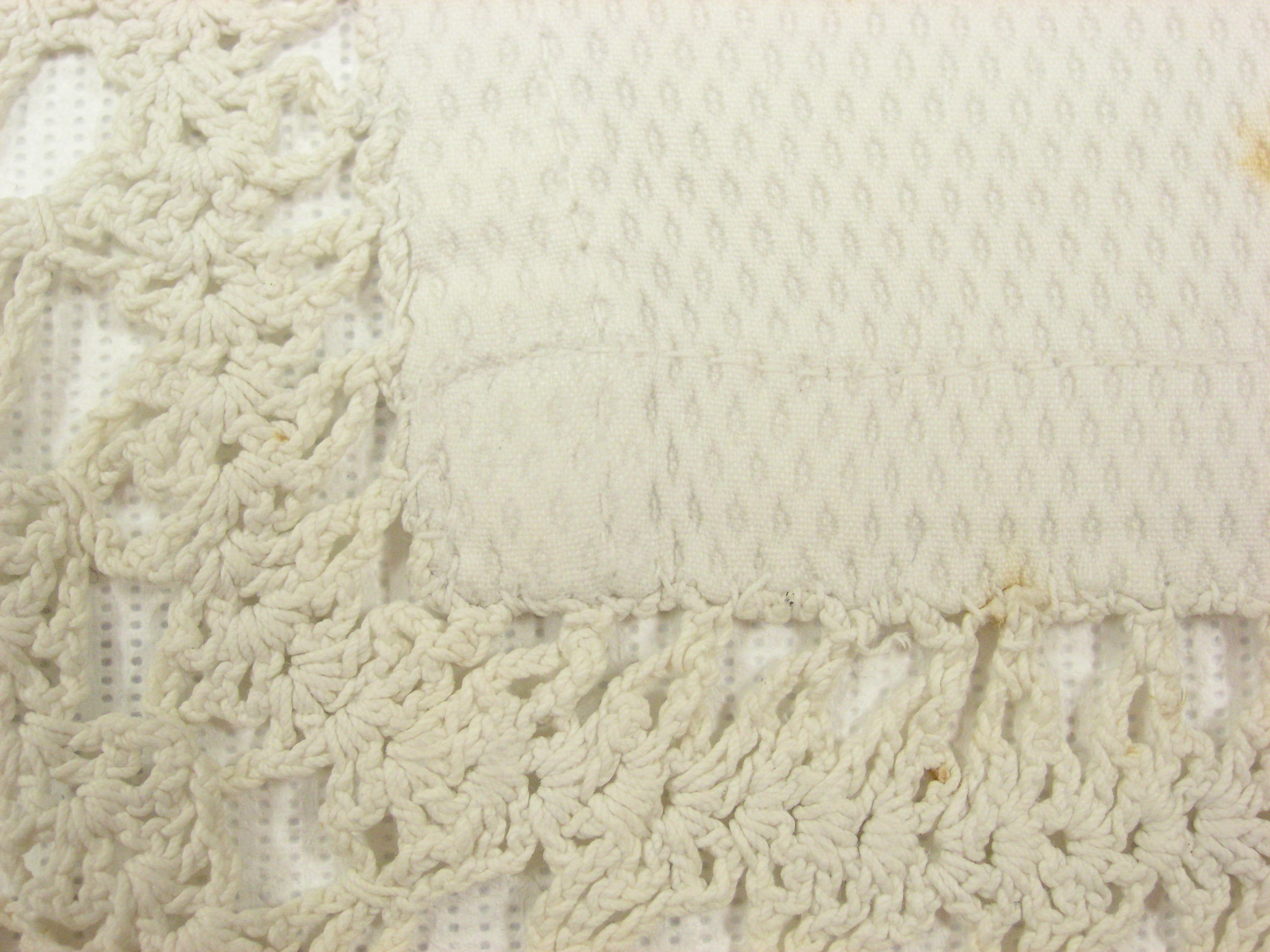
Část ubrusu z činovatiny s háčkovaným lemováním (neznámý původ)